# Otto Hermann von Vietinghoff
Pour les articles homonymes, voir Vietinghoff.
Otto Hermann von Vietinghoff (3 décembre 1722, Riga - 24 juin 1792, Saint-Pétersbourg) est un homme politique livonien, d'origine germano-balte, sujet de l'Empire russe. Il fut colonel, premier conseiller d'État, sénateur, gouverneur de Riga et directeur général du collège médicinal (ministre de la santé) de toutes les Russies et l'un des deux conseillers pour la Livonie.

## Biographie
Le baron von Vietinghoff est l'époux de Anna Ulrike de Münnich (1741-1811) et père de la fameuse Madame de Krüdener.
Riche et puissant propriétaire foncier, il possédait plusieurs fabriques, plus de trente propriétés seigneuriales dont celles de Kosse, de Jungfernhof et de Marienbourg, un palais à Saint-Pétersbourg et un somptueux hôtel à Riga.
Franc-maçon et rationaliste convaincu, Otto Hermann de Vietinghoff est en relation avec Buffon, Diderot, D'Alembert et Melchior Grimm.
Il fonda de ses propres deniers un théâtre à Riga et entretint un orchestre.

## Famille
Le baron de Vietinghoff, qui était de confession luthérienne, épouse la comtesse Anne-Ulrique de Münnich (1741-1811) qui lui donne sept enfants dont :
- Otto-Ernst (1758-1780), lieutenant de la garde, tué en duel à Saint-Pétersbourg.
- Dorothée-Frédérique-Hélène (1761-1839), sourde-muette, elle apprend à lire, à écrire et même à parler à l'institut du célèbre Samuel Heinicke d'Eppendorf, près de Hambourg. Elle retourne en Livonie en 1777. Elle est morte célibataire à Hambourg.
- Juliane (1764-1824), célèbre sous le nom de Madame de Krüdener, du nom de son époux Burchard Alexis von Krüdener (1744-1802) diplomate de la Russie impériale.
- Christoph Burchard (1767-1829), chambellan à la cour de Russie, conseiller secret, seigneur de Marienburg et de plusieurs dizaines d'autres domaines.
- Anne-Marguerite (née en 1769), épouse le comte Georg von Browne, colonel et fils du gouverneur de Livonie. Elle fut, à Vienne, l'élève de Beethoven qui lui a dédié des études pour piano.